# Brevicyclops
Brevicyclops – rodzaj widłonogów z rodziny Cyclopidae.

## Występowanie
Do rodzaju należą gatunki występujące w Indiach w stanie Andhra Pradesh.

## Systematyka
Rodzaj Brevicyclops wprowadzili w 2015 roku indyjscy zoolodzy Venkateswara Rao Totakura i Yenumula Ranga Reddy dla trzech nowo opisanych przez siebie gatunków widłonogów. Na gatunek typowy autorzy wyznaczyli Brevicyclops brevisetosus.

### Podział systematyczny
Do rodzaju należą następujące gatunki:
- Brevicyclops asetosus Totakura & Ranga Reddy, 2015
- Brevicyclops brevisetosus Totakura & Ranga Reddy, 2015
- Brevicyclops viduus Totakura & Ranga Reddy, 2015